# Musaranya grossa de Sulawesi
La musaranya grossa de Sulawesi (Crocidura elongata) és una espècie de mamífer eulipotifle de la família de les musaranyes (Soricidae) que viu a Indonèsia. Els seus principals problemes són la tala dels boscos, les pedreres i l'expansió agrícola.